# Ebenezer Ward

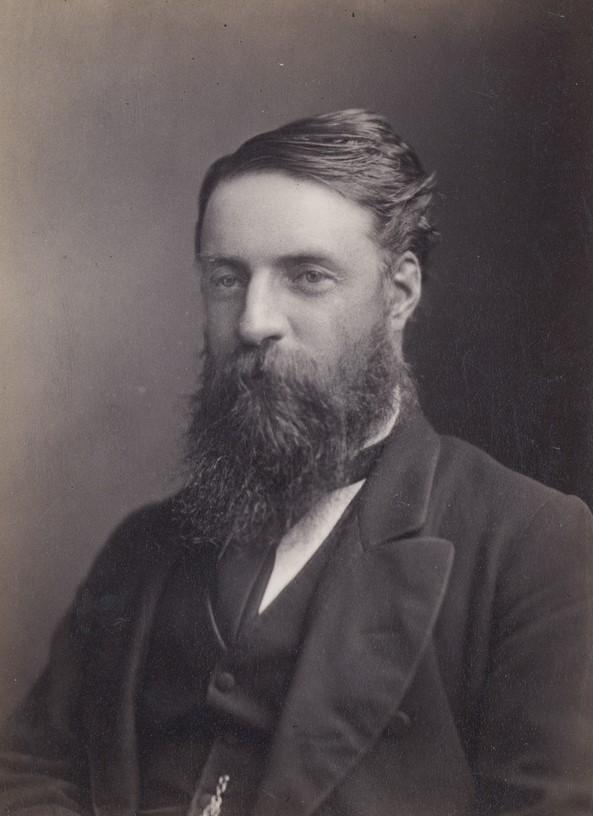
Ebenezer Ward

Hon. Ebenezer Ward (* 4. September 1837 in Westminster, London; † 8. Oktober 1917 in Perth, Western Australia) war ein australischer Journalist und Politiker. Er war unter anderem zwischen 1870 und 1880 sowie erneut zwischen 1881 und 1890 Mitglied des South Australian House of Assembly, ferner von 1884 bis 1890 Vorsitzender der Ausschüsse und dadurch stellvertretender Sprecher des House of Assembly. Er fungierte zweimal als Minister: von 1875 bis 1876 in der zweiten Regierung von Premier James Boucaut sowie zwischen 1876 und 1887 in der ersten Regierung von Premier John Colton. Außerdem war er zwischen 1891 und 1900 Mitglied des South Australian Legislative Council. Er galt als erzkonservativer Politiker sowie Gegner des Frauenwahlrechts, trug aber durch einen Antrag zum passiven Frauenwahlrecht ungewollt zu dessen Einführung in South Australia 1896 bei.

## Leben

### Journalist und Mitglied desSouth Australian House of Assembly
Ebenezer Ward, Sohn des Öl- und Farbenhändlers und späteren Baptistenpredigers Joseph Ward und dessen Ehefrau Grace Guy Ward, besuchte die Baptist Dumpton Hall School in Ramsgate. 1849 ging er als Zwölfjähriger nach London, um nicht Geistlicher werden zu müssen. Er arbeitete als Korrekturjunge bei der extrem konservativen Tageszeitung The Morning Post, lernte Stenografie und wurde Juniorreporter. Als Ward 1859 in Melbourne ankam, wurde er Theaterkritiker bei der in Melbourne erscheinenden Tageszeitung The Herald. Im August 1860 begleitete er den Theaterschauspieler G. V. Brooke nach Adelaide und trat kurz im Victoria Theatre auf, bevor er nach Melbourne zurückkehrte und dort als Journalist arbeitete. 1861 wurde er Mitarbeiter der Tageszeitung South Australian Advertiser und schrieb eine Reihe von Artikeln, die 1862 als The Vineyards and Orchards of South Australia veröffentlicht wurden. Im August wechselte er als Mitherausgeber zu der von Frederick Sinnett herausgegebenen Tageszeitung The Daily Telegraph, bis er 1863 nach Melbourne zurückkehrte, um für die Zeitung The Age zu schreiben. 1864 war er leitender Angestellter, Buchhalter und Postmeister bei der ersten südaustralischen Regierungsexpedition in das Northern Territory, wurde jedoch von Boyle Finniss wegen Gehorsamsverweigerung entlassen. Nach seiner Rückkehr zu The Daily Telegraph wurde er im August 1865 dessen Herausgeber und engagierte sich von 1866 bis 1868 als Sekretär der South Australian Agricultural and Horticultural Society.
Nachdem Ward bei der Wahl 1868 noch ohne Erfolg im Wahlkreis Gumeracha für einen der beiden Delegiertenposten kandidiert hatte, wurde er dort bei der Wahl am 5. April 1870 erstmals zum Mitglied des South Australian House of Assembly gewählt, dem Unterhaus des Parlaments von South Australia, und konnte sich dabei gegen den bisherigen Mandatsträger Alexander Hay durchsetzen. Er vertrat diesen Wahlkreis bis zu seinem Mandatsverzicht aufgrund seiner privaten Insolvenz am 5. April 1880, woraufhin John Rounsevell bei einer Nachwahl (By-election) am 24. April 1880 dieses Mandat übernahm. 1871 erlangte er mit einer Kampagne Ansehen, die die Regierung davon überzeugte, Auktionsverkäufe auszusetzen, bis ein liberaleres Kreditauswahlgesetz erlassen wurde. Er kritisierte zwischen 1872 und 1875 wirkungsvoll die Landverwaltung und befürwortete großzügigere Bedingungen für die Landwirte. Seine eigenen Zeitungen, The Northern Guardian und The Farmers Weekly Messenger, verschafften ihm Einfluss und Bekanntheit.

### Minister und stellvertretender Sprecher desHouse of Assembly
Am 3. Juni 1875 wurde Ebenezer Ward in die zweite Regierung von Premier James Boucaut berufen und bekleidete in dieser bis zum 25. März 1876 die Ämter als Bildungsminister (Minister of Education) und zugleich als Landwirtschaftsminister (Minister of Agriculture). Als Bildungsminister führte er den Gesetzentwurf zur Schulpflicht und zur weltlichen Bildung (Compulsory and Secular education bill) von 1875 ein und fungierte zudem als Vorsitzender der Kommission für landwirtschaftliche und technische Bildung (Commission on agricultural and technical education). Das Landwirtschaftsministerium hingegen war ein kleines Ministerium, das Premier Boucaut geschaffen hatte, um Ward nicht die Zuständigkeit für die Landverwaltung zu übertragen, die vom Minister für Ländereien der Krone (Commissioner of Crown Lands) wahrgenommen wurde. In der darauf folgenden ersten Regierung von Premier John Colton bekleidete er vom 6. Juni 1876 bis zum 26. Oktober 1877 abermals das Amt des Bildungs- und des Landwirtschaftsministers.
Bei der Wahl am 11. April 1881 wurde Ebenezer Ward wieder zum Mitglied des House of Assembly gewählt, nun als einer von zwei Delegierten im Wahlkreis Burra, und konnte sich dabei gegen den bisherigen Mandatsträger Rowland Rees durchsetzen. Er vertrat diesen Wahlkreis bis zum Ende der Wahlperiode am 22. April 1884; auf ihn folgte der spätere Premier John Cockburn. Ward selbst trat bei der Wahl am 23. April 1884 im neu geschaffenen Wahlkreis Frome an, wurde als einer von zwei Delegierten in die Legislativversammlung gewählt und vertrat diesen Wahlkreis bis zu seiner Niederlage gegen Laurence O’Loughlin bei der Wahl am 9. April 1890.
Nach der Wahl von 1884 wurde er auf der konstituierenden Sitzung am 5. Juni 1884 als Nachfolger von Luke Furner zum Deputy Speaker and Chairman of Committees gewählt, dem stellvertretenden Sprecher und Vorsitzenden der Ausschüsse der Legislativversammlung; diese Funktionen bekleidete er bis zum 9. April 1890, ehe Alfred Catt sie am 5. Juni 1890 übernahm. Am 19. Dezember 1889 wurde ihm der Höflichkeitstitel The Honourable verliehen.

### Gegner des Frauenwahlrechts und Mitglied desLegislative Council
Bei der Wahl am 23. Mai 1891 wurde Ward schließlich im Wahlkreis Northern District, der zu dieser Zeit sechs Vertreter stellte, zum Mitglied des South Australian Legislative Council gewählt, dem Oberhaus des Parlaments, und gehörte diesem bis zu seinem Rücktritt am 14. April 1900 an. Das Mandat wurde daraufhin am 19. Mai 1900 von Kossuth William Duncan übernommen.
Im Jahr 1885 brachte Sir Edward Charles Stirling im Parlament eine Resolution zur Unterstützung des Frauenwahlrechts ein. Sie wurde verabschiedet, blieb aber zunächst ohne praktische Auswirkungen. In den nächsten neun Jahren wurden dazu sechs Gesetzentwürfe erfolglos zur Abstimmung gestellt. Der endgültige und erfolgreiche Gesetzentwurf wurde 1894 eingebracht und vom Parlament verabschiedet. Es bedurfte einer Verfassungsänderung, weshalb in beiden Kammern des Parlaments eine absolute Mehrheit nötig war. Dabei erlangten Frauen eher beiläufig auch das Recht, sich als Kandidaten für das Parlament aufstellen zu lassen (passives Wahlrecht): Ursprünglich hatte der Gesetzentwurf von 1894 für Frauen nur das aktive Wahlrecht vorgesehen, sie sollten hingegen nicht auch selbst für das Parlament kandidieren können. Ward, ein entschiedener Gegner des aktiven wie passiven Frauenwahlrechts, setzte sich in der zweiten Lesung erfolgreich dafür ein, dass das vorgesehene Verbot des passiven Wahlrechts für Frauen gestrichen wurde. Seine taktische Hoffnung war, dass eine derart weitreichende Änderung von den bis dahin rein männlichen Abgeordneten als lächerlich erachtet und deshalb das Gesetz insgesamt die absolute Mehrheit verfehlen würde. Wards Plan ging jedoch nicht auf: Abgeordnete, konservative wie fortschrittliche, waren verärgert über seinen Schachzug; letztlich stimmten genügend Konservative für die weiterreichende Regelung: Sie nahmen lieber das passive Frauenwahlrecht mit in Kauf, als das aktive Frauenwahlrecht abermals scheitern zu lassen. Die Historikerin Audrey Oldfield kommentierte: „Das Recht zu kandidieren wurde den australischen Frauen von seinen Gegnern verschafft!“ Die angenommene Änderung führte somit dazu, dass die Frauen in Südaustralien im Parlament völlig gleichberechtigt mit den Männern waren. Der Gesetzentwurf wurde 1895 in Kraft gesetzt, und am 25. April 1896 stimmten erstmals Frauen bei Wahlen in South Australia.
Nachdem Ebenezer Ward ab 1900 nicht mehr im Parlament vertreten war, geriet er erneut in finanzielle Schwierigkeiten. 1911 zog er nach Perth und nahm seine alte Tätigkeit als Journalist für The Western Mail wieder auf.

### Privates
1861 hatte Ward eine Liebesaffäre mit der 17-jährigen Matilda Ann Simmons, die er am 19. Dezember 1861 heiratete. Aus dieser Ehe gingen zwei Söhne hervor, ehe seine Frau 1866 die Scheidung wegen Ehebruchs und Grausamkeit beantragte. Ward reichte eine Gegenklage wegen Ehebruchs ein und erhielt im Juni 1870 die Scheidung. Aus seiner am 12. Dezember 1870 geschlossenen zweiten Ehe mit Lucy Johnson gingen weitere vier Söhne und fünf Töchter hervor.

## Veröffentlichungen
- The Vineyards and Orchards of South Australia, 1862
- The South-Eastern District of South Australia. Its Resources and Requirements, 1869